# Even If and Especially When
Even If and Especially When è un album discografico degli Screaming Trees, pubblicato nel 1987.

## Descrizione
Fu il primo di tre album che la band registrerà con la SST Records. Anche la produzione di questo album è affidata a Steve Fisk. Dopo la pubblicazione dell'album, come da tradizione della casa discografica, venne organizzato un lungo tour promozionale all'interno dei locali di genere diverso, dal club al bar per camionisti.

## Formazione
- Mark Lanegan - voce
- Gary Lee Conner - chitarra
- Van Conner - basso
- Mark Pickerel - batteria

## Tracce
Testi e musiche di Screaming Trees.
1. Transfiguration – 3:53
2. Straight Out To Any Place – 2:00
3. World Painted – 2:59
4. Don't Look Down – 2:53
5. Girl Behind The Mask – 2:33
6. Flying – 3:14
7. Cold Rain – 3:34
8. Other Days And Different Planets – 3:12
9. The Pathway – 3:25
10. You Know Where It's At – 2:29
11. Back Together – 2:08
12. In The Forest – 4:04